# Malcolm Smith (homme politique)
Malcolm A. Smith, né le 9 août 1956, est un homme politique new-yorkais condamné pour corruption,,.
Élu démocrate au Sénat de l'État de New York pour le 14e district, situé sur une partie du sud-est du Queens incluant Hollis, St. Albans, Cambria Heights, Queens Village, Springfield Gardens et une partie de Jamaica, il servit comme leader de la majorité au Sénat en 2009 et comme président temporaire du Sénat de 2009 à 2010. Il fut le premier Afro-Américain à occuper ces positions.
Le 2 avril 2013, il est arrêté par le FBI sur des charges fédérales de corruption. Le procureur des États-Unis pour le district sud de New York et l'antenne du FBI de New York accusèrent Smith d'avoir tenté de sécuriser un vote républicain dans l'élection au poste de maire de New York en corrompant le conseiller municipal Dan Halloran (en) et deux autres officiels républicains,. En septembre 2014, l'ancien conseiller municipal démocrate Leroy Comrie battit Smith lors de la primaire et l'année suivante Smith fut reconnu coupable de toutes les charges retenues contre lui et condamné à sept ans de prison fédérale.